# Louis-Auguste Bisson
Louis-Auguste Bisson (Parigi, 21 aprile 1814 – Parigi, 12 maggio 1876) è stato un fotografo francese.
A Bisson è attribuita la prima fotografia conosciuta di Fryderyk Chopin nei suoi ultimi anni di vita.